# Almedinilla
Almedinilla là một đô thị ở tỉnh Córdoba, Tây Ban Nha. Theo điều tra dân số năm 2006 bởi (INE), đô thị này có 2536 dân, diện tích 56 km² và mật độ dân số 45,3 người/km². Đô thị này nằm ở độ cao 622 và cách tỉnh lỵ 114 km.

## Các công trình nổi bật
- Villa romana de El Ruedo
- Museo Histórico de Almedinilla
- Arco en la calle Molinos
- Parroquia de San Juan Bautista
- Poblado ibérico del Cerro de la Cruz